# Jealous (canção de Beyoncé)
Jealous é uma canção gravada pela cantora americana Beyoncé para o seu quinto álbum de estúdio, Beyoncé. A canção foi escrita por Beyoncé, Detail, Andre Eric Proctor, Brian Soko e seus produtores adicionais Rasool Diaz e Boots. Musicalmente inspirada por Hanni El "Roach Cock" de Khatib, a canção é uma balada poderosa com um ritmo lento explorando diferentes estilos e gêneros musicais. Liricamente, "Jealous" é uma canção autorreferencial discutindo sentimentos de inveja, suspeita e vingança direcionados a um interesse amoroso presente.
Um videoclipe para a música foi dirigido por Beyoncé, juntamente com Francesco Carrozzini e Todd Tours e filmado em Nova York em novembro de 2013. Foi lançado pela iTunes Store em 13 de dezembro de 2013 no próprio álbum. O visual foi filmado como uma sequela da música anterior do álbum, "Partition" e mostra Beyoncé em sets diferentes - sozinho em casa esperando seu parceiro vir jantar, em uma festa e nas ruas em busca de ele. Beyoncé cantou "Jealous" ao vivo no MTV Video Music Awards de 2014, durante um medley composto por músicas de seu álbum auto intitulado.

## Antecedentes
Jealous "foi escrito por Detail, Boots, Andre Eric Proctor, Brian Soko e Rasool Diaz. Beyoncé e Detail também atuaram como seus produtores com contribuições de Boots, Hit-Boy, Hazebanga e Proctor, que foram creditados como produtores adicionais. Beyoncé como o vocal produtor da faixa, que também incluiu backing vocals cantados por Boots. "Jealous" foi gravado em Nova York no Jungle City Studios e Oven Studios com a orientação de Stuart White. A engenharia de áudio foi finalizada por Ramon Rivas e Rob Suchecki com assistência de Carlos Perezdeanda, enquanto a mixagem foi feita por Tony Maserati no Mirrorball Studios, em North Hollywood, Califórnia.Todos os instrumentos da música foram fornecidos por Boots.
Jealous "foi inicialmente concebido quando o Boots o viu pela primeira vez e a música consistia em" alguns tambores e aquele sintetizador ". Ele adicionou uma melodia" alta "contendo as linhas" Se você está cumprindo sua promessa, eu mantenho a minha "como ele se sentia Parecia "uma pena que algo mais melódico não tenha acontecido na música" Quando a equipe criativa de Beyoncé buscou o conceito do videoclipe da música, a cantora enviou um clipe de uma música chamada "Roach Cock" de Hanni El. Khatib para Boots. Inspirada em sua sensação, ela pediu a ele que trouxesse elementos dessa faixa para "Jealous", acrescentando uma "fuzz guitar retorcendo no fundo" para a música também presente em sua versão final. Beyoncé explicou o significado de "Jealous" em seu canal de rádio do iTunes, "É uma música sobre ser humano. Nós todos ficamos com ciúmes. Não importa quem você é. Em algum momento, é apenas inevitável.

## Composição
"Jealous" é uma power ballad descrita como uma slow jam insinuante. A música abre com gritos distantes ouvidos no fundo e continua com uma batida lenta que é distorcida e contém um som ecoando por toda parte. Uma "parede de sons" e vocais de apoio também são ouvidos. Jealous" exibe ainda mais "diversidade de gêneros, alcance vocal e uma propensão à experimentação musical" enquanto explora uma batida melancólica ao misturar diferentes tons e estilos por toda parte.

## Videoclipe
Um videoclipe de "Jealous" foi lançado em 13 de dezembro de 2013 para a iTunes Store na própria Beyoncé, juntamente com dezesseis outros videoclipes para cada faixa do álbum. Beyoncé atuou como diretora do vídeo junto com Francesco Carrozzini e Todd Tourso, este último também servindo como diretor de criação de todo o projeto. Em 24 de novembro de 2014, o clipe também foi enviado para a conta do Vevo do cantor. Foi filmado em Nova York, três semanas antes de seu lançamento, em novembro de 2013. Uma imagem de Beyoncé enquanto filmava o vídeo veio à tona no mesmo mês, mostrando-a vestindo uma capa de couro vermelha com um batom e saltos prateados. Cinya Burton da E! elogiou seu olhar como uma "roupa sexy". A equipe de Beyoncé entrou em contato com Carozzini vários dias antes do início do tiroteio para o visual. Carozzini revelou que colaborar com o cantor no vídeo foi diferente de seus esforços anteriores, já que o enredo preciso do clipe foi concebido e escrito por ela mesma contendo muitas referências. Ao filmar as cenas em St. Marks, Beyoncé só saiu de um carro e sua equipe imediatamente começou a filmar. Carozzini disse à MTV News:

"Nós realmente filmamos - algumas pessoas no vídeo não sabiam que estávamos filmando. Acho que a ideia real do vídeo é em um momento como esse - em um momento particular como esse, ela nunca pode ficar sozinha ..." A música não é sobre alguém que sente essas emoções, é sobre Beyoncé sentir essas emoções É pessoal para ela É ela que não pode estar sozinha não importa onde ela vá ou o que ela faça, porque ela é quem ela é".

Francesco Carrozzini em entrevista a MTV 

### Sinopse
O vídeo de" Jealous "foi considerado como uma sequência do clipe anterior do álbum," Partition ". Ele começa com Beyoncé assistindo a um homem enquanto ele está sentado em um mesa na frente dela, lendo um jornal. [42] Ela se levanta e a cena transita para a cantora descendo as escadas em uma mansão, usando um vestido. Ela continua com Beyoncé, sentada sozinha em uma mesa arranjada para jantar, esperando por seu interesse amoroso voltar para casa, enquanto espera por ele, a certa altura, ela furiosamente varre o cristal, a louça e as velas da mesa com as mãos, pois ele não aparece. Depois, ela se veste um casaco de couro vermelho com uma gargantilha de ouro e sai para procurar seu homem. Ela é vista em uma rua cercada por vários fãs tirando fotos dela. As cenas também fazem a transição para a cantora estar em uma festa em um bar , conversando com as pessoas, segurando uma bebida em suas mãos e abrangendo uma máquina de pinball. Como a música se aproxima de seu fim, sce-up acelerado de um carro dirigindo em ruas diferentes segue. Durante o final, Beyoncé corre para um homem que é visto apenas de costas, vestido com um casaco com capuz. Ela o abraça com lágrimas nos olhos, suspirando de alívio. Ao longo do vídeo, close-ups da cantora também são apresentados, mostrando suas expressões. Beyoncé é visto usando um espartilho de cintura alta e um top de renda cropped desenhado por Ulyana Sergeenko com seu olhar sendo completo com um brinco. Ela também usa uma braçadeira cravejada de placas, uma corrente e uma pulseira de ouro de joias de Eddie Borgo. Durante as cenas na festa, ela usa um moletom desenhado por Givenchy.

## Performances ao Vivo
Durante o MTV Video Music Awards de 2014, Beyoncé cantou "Jealous" ao vivo durante um medley composto por músicas de seu álbum autointitulado. Ela cantou a música vestida em um bodysuit e foi apoiada por um clipe. Em uma resenha da performance, Nadeska Alexis sentiu que a cantora conseguiu enfatizar "o peso de ... [as] letras" durante a execução da música.  Escrevendo para Fuse, Hilary Hughes concluiu que a interpretação da canção era "o suficiente para interromper toda a conversa, silenciar todos os telefones e pausar a internet por um momento, quando ela se tornou real logo de cara".
Um remix da música foi lançado em 2 de abril de 2015 com vocal adicional do vocalista Chris Brown. De acordo com Brown, foi originalmente gravado para "o álbum de colaboração Beyoncé, mas nunca foi usado".